# Sognefjorden
Sognefjorden – drugi pod względem długości fiord na świecie, najdłuższy w Norwegii i Europie. Znajduje się w okręgu Sogn og Fjordane. Fiord zaczyna się około 72 km na północ od Bergen i ciągnie się 203 km w głąb lądu, aż do wsi Skjolden. Szerokość fiordu waha się od 1,5 do 6 km. Najgłębszy punkt fiordu znajduje się 1308 metrów poniżej poziomu morza. Fiord posiada liczne odgałęzienia.
Nad fiordem oraz nad jego odgałęzieniami znajdują się miejscowości takie jak Høyanger, Vik, Sogndal, Lærdal, Årdal, Gaupne, Balestrand, Gudvangen oraz Flåm.